# Turk Telekom
«Тюрк Телеком» (тур. Türk Telekom) — бывшая государственная турецкая телекоммуникационная компания. Тюрк Телеком был отделен от почтового отделения в 1995 году. В ноябре 2005 года она была приватизирована в Oger Телеком. Штаб-квартира — в Анкаре.
Türk Telekom Group предоставляет комплексные телекоммуникационные услуги от PSTN, GSM широкой интернет группы. Türk Telekom группы компаний имеют 16800000 PSTN клиентов, 6 млн. ADSL клиентов и 12100000 GSM клиентов по состоянию на 30 сентября 2009 года.ü
Со своей сетью подструктуры, охватывающих всю страну, группа компаний предлагают широкий спектр услуг личных и корпоративных клиентов. Turk Telekom, который является владельцем 99,9 % акций компании TTNET, Argela, Innova, Себит A.Ş. и AssisTT , также является владельцем 81 % акций Avea, который является одним из трёх GSM операторов в Турции. Turk Telekom также поддерживает Albtelecom в Албании. 55 % акций Turk Telekom принадлежит Огер Telekomunikasyon A.Ş. и 30 % акций принадлежит подсекретариат Сокровища Турции. Остальные 15 % акций была предложена для общественности.